# Muntiacus aureus
Muntiacus aureus is een zoogdier uit de familie van de hertachtigen (Cervidae). De wetenschappelijke naam van de soort werd in 1915 gepubliceerd door Charles Hamilton Smith.

## Taxonomie
Muntiacus aureus is van de noordelijke rode muntjak (M. vaginalis) afgesplitst, daarnaast is er nog een soort van de noordelijke rode muntjak afgesplitst, namelijk Muntiacus malabaricus.

## Voorkomen
De soort komt voor in het Himalayagebied in het noordwesten van India.